# Alceo
(Fr. 366 Lobel-Page, tr. it. di F.M. Pontani)
Alceo (in greco antico: Ἀλκαῖος?, Alkâios, in latino Alcaeus; Mitilene, 630 a.C. circa – ...) è stato un poeta greco antico, vissuto tra il VII e il VI secolo a.C.

## Biografia

Saffo e Alceo, Lawrence Alma-Tadema (1881).

Alceo nacque da famiglia aristocratica a Mitilene, il principale centro dell'isola di Lesbo, in un periodo di lotte continue fra gli aristocratici che cercavano di conservare i loro privilegi e gli uomini nuovi che, appoggiandosi spesso alle forze del popolo insofferente, tentavano di impadronirsi del potere. Dell'aristocrazia eolica egli sostenne ardentemente la causa: fu implicato, insieme ai suoi fratelli, Kikis e Antimenida, nelle controverse vicende locali. Proprio Kikis e Antimenida riuscirono, insieme a Pittaco, nel 612 a.C., a rimuovere il tiranno Melancro (Diogene Laerzio, Vite dei filosofi, I, 74), della famiglia dei Cleanattidi, dando così avvio a nuovi violenti scontri fra gli aristocratici e il popolo.
Quando, successivamente, Mìrsilo prese il potere, il giovane Alceo, che aveva ordito con altri di rovesciarne il governo, scoperta la congiura (forse denunziata dallo stesso Pittaco), fu costretto all'esilio nella città di Pirra, sempre sull'isola di Lesbo. Alla morte del tiranno, Alceo poté far ritorno in patria intonando un canto di giubilo (Fr. 332 Lobel-Page): «Era ora! Bisogna prendere la sbornia. Bisogna bere a viva forza, dal momento che è morto Mìrsilo». Ma, già nel 600 a.C., Pittaco, commilitone di Alceo durante la battaglia del Sigeo contro Atene per il possesso della regione Achilitide, col quale condivise le amarezze della sconfitta e della fuga, ruppe il patto di «non tradire mai e di giacere morti, in una coltre di terra, uccisi dai tiranni, o ucciderli, e scampare da tanti mali il popolo» (Fr. 129 Lobel-Page), divenendo aisymnètes (αἰσυμνήτης), «capo supremo del popolo», sorta di "tirannide elettiva" (Aristotele, Politica, III, 14, 1285a), succedendo così a Mìrsilo. Pur riuscendo a governare con imparzialità e con saggezza, tanto da essere annoverato dalla tradizione fra i Sette Sapienti, non fu mai perdonato dall'aristocrazia locale per il suo "tradimento": «È d'un ramo bastardo, Pittaco. E l'hanno fatto tiranno d'uno Stato maledetto e senza nerbo. Per acclamazione» (Fr. 348 Lobel-Page).
E contro Pittaco, Alceo (Vite dei filosofi, II, 46), l'amico di un tempo, lancia strali tesi ad evocare la sua abietta esistenza, chiamandolo il «panciuto» (φύσκων), perché «era pingue e carnoso» o il «piedi slargati spazzanti la terra» (σαράπους), perché «aveva i piedi piatti e li trascinava per terra» (Vite dei filosofi, I, 81), con l'esito di un nuovo esilio, questa volta in Egitto e, forse, in Tracia.
Dall'esilio Alceo fece ritorno solo quando Pittaco, prima di lasciare la carica di aisymnètes dopo dieci anni, decise di perdonare tutti i suoi nemici (Diogene Laerzio in Vite dei filosofi, I, 76, tramanda la seguente notizia: «Eraclito […] afferma che, avendo in suo potere Alceo, lo rimandò libero con queste parole: ‘Il perdono è superiore alla vendetta’»). Così Alceo, ormai stanco e amareggiato, trovò consolazione solo nel vino, riuscendo in questo modo a dimenticare ogni pena (Fr. 346 Lobel-Page: «Il vino! Ecco il dono d'oblio»). In patria morì in tarda età, occupato solo dall'incombenza di versare sul «capo, che ha sofferto tanto, […] l'unguento» (Fr. 50 Lobel-Page).

### La presunta passione di Alceo per Saffo

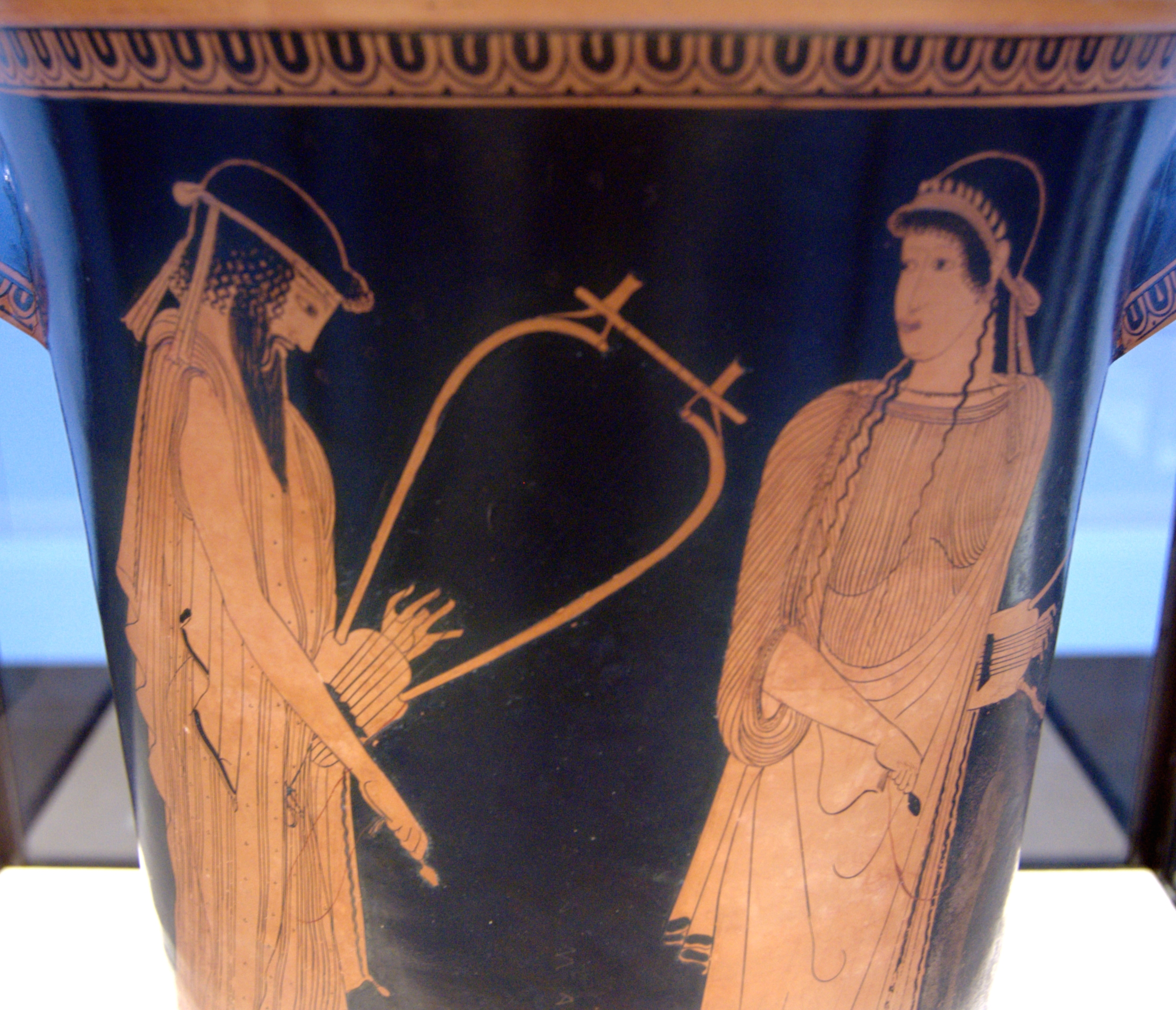
Alceo e Saffo in un vaso a figure rosse.

La letteratura antica testimonia di un legame biografico fra Alceo e Saffo, sua conterranea. Tuttavia – come fa notare Luciano Canfora – il rapporto fra i due «rischia di essere inquinato da una tradizione romanzesca», benché «la fondatezza di tali connessioni non [possa] essere negata a priori». In particolare, il legame fra i due poeti sarebbe suffragato da più testimonianze, soggette a controversie.
La prima fonte è costituita da alcuni versi di Alceo (Fr. 384 Lobel-Page: «Crine di viola, eletta, dolceridente Saffo») riportati nel secolo II dell'era volgare da Efestione nel suo Manuale di metrica (14, 4). Canfora osserva che le ultime parole del verso (μελλιχόμειδε Σάπφοι) possono anche essere rese con una differente separazione letterale (μελλιχόμειδες Ἄπφοι), la quale, attestata da Efestione stesso, sembra preferibile, stando all'orientamento del Maas. Nel caso in cui la versione preferibile fosse davvero μελλιχόμειδες Ἄπφοι, allora il nome non sarebbe più quello di Saffo, bensì quello di Ἄπφοι o, secondo lo Pfeiffer, Ἄφροι (mentre la grafia per Saffo sarebbe, stando a Maas, Ψάπφοι).

Non tutti però aderiscono a tale versione, infatti il filologo Gentili attribuisce a Saffo la destinazione di questi versi, tuttavia essi rappresenterebbero una riverenza verso la poetessa e la sua dignità sacrale piuttosto che un canto d'amore; mentre secondo la traduzione di Achille Danesi l'amore per Saffo non lascia margine di ambiguità.
Il secondo testimone della passione di Alceo per Saffo si rinviene nella Retorica di Aristotele (1367a), ove, richiamando il frammento ora inserito nella raccolta Lobel-Page come 137, è detto: «Ci si vergogna dicendo, facendo e progettando cose turpi; come anche Saffo ad Alceo che diceva: ‘Vorrei parlare, ma mi trattiene il pudore’, rispose: ‘Se tu avessi desiderio di cose nobili o belle, e se la lingua non si muovesse a dire qualcosa di cattivo, la vergogna non ti coprirebbe gli occhi, ma parleresti intorno a una cosa che fosse giusta». È comunque possibile – nota Canfora – che Aristotele «sottintenda che la sua citazione deriva da un'opera in cui Saffo e Alceo figuravano come personaggi e che non intenda minimamente citare autentici frammenti dei due poeti».
Anche Ermesianatte mostra di conoscere le vicende sfortunate dell'amore di Alceo per Saffo. Nella sua raccolta elegiaca, Leonzio, egli infatti scrive: «Sai bene Alceo di Lesbo a quante baldorie dovette sobbarcarsi, cantando il suo delizioso desiderio di Saffo» (Ateneo, XIII, 598B, vv. 47-49).
Il legame biografico fra i poeti, infine, sarebbe anche dimostrato da alcune opere vascolari precedenti la composizione della Retorica aristotelica, ma, secondo Canfora, queste testimonianze non sarebbero altro che «un segno dell'accanimento con cui si è elucubrato sulla biografia» degli autori.

## Opere
Alceo fu uno dei principali esponenti, insieme a Saffo e ad Anacreonte, della cosiddetta lirica monodica, un tipo di poesia soggettiva che nasce al di fuori del culto pubblico e della vita della collettività. Non era destinata al popolo ma a una cerchia ristretta, l'eteria nel caso di Alceo; materia del canto diventa la vita del poeta in tutte le sue manifestazioni.
Le liriche di Alceo furono riordinate in età alessandrina dai grammatici Aristofane di Bisanzio ed Aristarco di Samotracia, i quali le sistemarono in dieci libri, disponendole per argomento.
La raccolta comprende:
- Inni (Ὕμνοι): abbiamo notizie di un Inno ad Apollo (di cui rimane solo il primo verso, ma possiamo ricavare la parafrasi da un'orazione di Imerio),[25] un Inno ad Hermes (di cui rimane solo la prima strofa) e un Inno ai Dioscuri (che ha un precedente nel XXXIII inno omerico e un seguito nel XXII idillio di Teocrito);
- Peani;
- Carmi della lotta civile (Στασιωτικὰ μέλη, stasiōtikà mèlē), cioè canti politici e d'indole battagliera (celebre l'immagine nella quale si paragona Mitilene ad una nave, il mare alle alterne vicende, e la tempesta alle battaglie, poi ripreso da Orazio, Carm. I,14);
- Canti conviviali (Συμποσιακὰ μέλη, symposiakà mèlē), nei quali si celebrano i lieti banchetti e i convitti dell'eterìa, ossia del ristretto circolo aristocratico (noto l'invito alla baldoria in seguito alla morte del tiranno Mirsilo, fonte d'ispirazione per Orazio, il quale, in Odi, I, 37, esultante per la morte di Cleopatra, incoraggia i compagni a bere: «Ora bisogna bere»);[26]
- Canti erotici (Ἐροτικὰ μέλη, erotikà mèlē), poesie a carattere erotico, aventi come destinatario non solo donne ma spesso anche fanciulli (amore paideutico).

Di Alceo restano circa 400 frammenti (l'ultimo a poter compulsare l'opera di Alceo nella sua integralità fu, circa nel secolo XIII dell'èra volgare, Gregorio di Corinto).

## Il mondo poetico e concettuale di Alceo
Secondo il Colonna «Alceo è il combattente esemplare, l'uomo di parte che tutto sacrifica al suo ideale politico». Così i suoi versi sono caratterizzati dalla preoccupazione per la patria, i quali non mancano di colpire con «gli strali del disprezzo e del sarcasmo quelli che odia». Ma la poesia di Alceo non è esclusivamente civile, essa esprime, oltreché l'amore per i giovani putti, mai melenso, ma «intonato [al] clima di ruvidezza guerriera», il «senso della natura». La produzione poetica della vecchiaia, invece, venuto meno l'ardore politico, è volto alla celebrazione «dell'unico amico che non lo ha mai tradito, che lo ha sorretto nei momenti più tristi, senza nulla chiedere: il frutto inebriante di Dioniso!».
Il dialetto utilizzato da Alceo è l'eolico misto ad alcuni ionismi. È una lingua poco letteraria, infatti si trovano pochi omerismi, ed è più simile alla lingua parlata e vi si riscontra spesso una funzione conativa. Anche per quanto riguarda i ritmi, è stata rilevata una certa varietà: si passa dalle strofe alcaiche, che prendono il nome proprio da lui, a quelle saffiche.